# Кристиан Лудвиг (Валдек)
Кристиан Лудвиг фон Валдек (на немски: Christian Ludwig von Waldeck) е управляващ граф Валдек-Вилдунген, от 1673 г. на Раполтщайн в Елзас, от 1692 г. граф на Валдек и Пирмонт. Той става родоначалник на всички живеещи днес князе и графове на Валдек.

## Биография
Роден е на 29 юли 1635 година във Валдек. Той е най-възрастният син на граф Филип VII фон Валдек-Вилдунген (1613 – 1645) и графиня Анна Катарина фон Сайн-Витгенщайн (1610 – 1690), дъщеря на граф Лудвиг II фон Сайн-Витгенщайн-Витгенщайн и графиня Елизабет Юлиана фон Золмс-Браунфелс. Внук е на граф Кристиан фон Валдек-Вилдунген (1585 – 1637). По-малкият му брат е Йосиас II фон Валдек-Вилдунген и Пирмонт (1636 – 1669). Сестрите му са Юлиана Елизабет (1637 – 1707) и Анна София (1639 – 1646).
С ранната смърт на баща му през 1645 г. Кристиан Лудвиг наследява неговото частично графство Валдек-Вилдунген. До 1660 г. регентсвото се води от майка му и братовчедът на баща му, Хайнрих Волрад († 1664).
През 1672 г. Кристиан Лудвиг постъпва като полковник на служба при курфюрст Фридрих Вилхелм фон Бранденбург и се бие против Франция и нейните съюзници. След това е на имперска служба и на 24 декември 1677 г. става генерал-фелдвахтмайстер. От 20 април 1682 г. е фелдмаршал-лейтенант, от 30 януари 1684 г. е фелдцойгмайстер и от 25 април 1689 г. императорски генерал-фелдмаршал.
Умира на 12 декември 1706 година в Ландау на 71-годишна възраст. Погребан е в църквата „Св. Килиан“ в Корбах. Там са погребани и втората му съпруга Йоханета фон Насау-Саарбрюкен и синът му Карл Кристиан Лудвиг, който е убит като генералфелдвахтмайстер на 16 септември 1734 г. в Херцогство Мантуа.

## Фамилия
Кристиан Лудвиг има 26 деца.
Първи брак: с графиня Анна Елизабет фон Раполтщайн (* 7 март 1644, Рибовил; † 6 декември 1676, Ландау), наследничка на Раполтщайн, дъщеря на граф Георг Фридрих фон Раполтщайн (1594 – 1651) и втората му съпруга графиня Елизабет Шарлота фон Золмс-Зоненвалде (1621 – 1660). Те имат децата:
- Шарлота Елизабет (1659 – 1660)
- Доротея Елизабет (1661 – 1702), абатиса на Шаакен, омъжена 1691 г. за граф Руфолф фон Липе-Браке (1664 – 1717)
- Георг Фридрих (1663 – 1686)
- Хайнрих Волрад (1665 – 1688)
- Шарлота София (1667 – 1723), омъжена 1707 г. за Йохан Юнкер (1680 – 1759)
- Александрина Хенриета (1668 – 1668)
- Кристиана Магдалена (1669 – 1699)
- Елеонора Катарина (1670 – 1717)
- Еберхардина Луиза (1671 – 1725)
- Фридрих Лудвиг Карл (1672 – 1694)
- Филипп Ернст (1673 – 1695)
- Карл (1674)
- Вилхелм Август (1675 – 1676)
- Фридрих Антон Улрих (1676 – 1728), княз на Валдек, женен в Ханау на 21 октомври 1700 г. за пфалцграфиня Луиза фон Пфалц-Биркенфелд-Бишвайлер (1678 – 1753)
- Мария Хенриета (1676 – 1678)

Втори брак: на 6 юни 1680 г. в Идщайн с графиня Йоханета фон Насау-Идщайн-Саарбрюкен (* 14 септември 1657, Идщайн; † 14 март 1733, Ландау), дъщеря на граф Йохан фон Насау-Идщайн и графиня Анна фон Лайнинген-Дакссбург. Те имат децата:
- Ернст Август (1681 – 1703 в битка)
- Хайнрих Георг (1683 – 1736), граф на Валдек-Вилдунген, женен 1712 г. за Улрика Елеонора, бургграфиня фон Дона-Карвинден (1689 – 1760)
- Кристина Елеонора Луиза (1685 – 1737), абатеса на Шаакен
- София Вилхелмина (1686 – 1749), абатеса на Шаакен
- Карл Кристиан Лудвиг (1687 – 1734 в битка)
- Йосиас (1689 – 1693)
- Йохан Волрад (1691 – 1691)
- син (1693)
- Хенриета Албертина (1695 – 1699)
- Йосиас I (1696 – 1763), граф на Валдек-Бергхайм, женен 1725 г. за графиня Доротея фон Золмс-Рьоделхайм-Асенхайм (1698 – 1774)
- Шарлота Флорентина (1697 – 1777), абатеса на Шаакен
- Фридрих Вилхелм (1699 – 1718)